# Acroscyphus sphaerophoroides
Acroscyphus sphaerophoroides là một loài rêu trong họ Caliciaceae. Loài này được Lév. mô tả khoa học đầu tiên năm 1846.